# Monte Patria
Monte Patria es una comuna de la provincia de Limarí (Región de Coquimbo) y limita al norte con la comuna de Río Hurtado, al sur con la comuna de Combarbalá y la provincia de Choapa, al este con Argentina y al oeste con la comuna de Ovalle.
Monte Patria es una comuna marcada por su condición cordillerana y fronteriza, además de contar con una fuerte dispersión geográfica y de ruralidad, ya que su territorio consta de importantes áreas montañosas y altas pendientes. Además, cuenta con un total de 50.400 habitantes y una superficie territorial de 4.366,3 km², lo que la hace, después de la comuna de Vicuña, una de las más extensas de la región.

## Historia
Las primeras culturas precolombinas que se han podido datar para esta comuna han sido los pueblos del Molle y Diaguita, cuyas principales actividades económicas se movieron entre la recolección y cacería de los recursos naturales que tenían a la mano. Posteriormente, sus estilos de vidas se vieron transformados y enriquecidos con los aportes que los Incas introdujeron en dichos pueblos, en su intento por invadir nuevos territorios. Acto que conllevó al cambio de sus formas de vidas aportándoles conocimientos en el uso de la alfarería y la agricultura, además de cambiarles sus hábitos trashumantes en sedentarios; generando de esta forma asentamientos humanos en los respectivos valles.
Con los procesos de conquista y asentamiento de los españoles a mediados del siglo XVI (1540 – 1549) se introdujeron nuevas formas de vidas y costumbres, como fue la creación de las instituciones de las encomiendas, lo que conllevó a que las formas de vidas de las culturas autóctonas volvieron a ser transformadas. Cambios que se sumaron a los ya introducidos anteriormente por los incas unas décadas atrás. En dicho proceso fueron introducidos nuevos grupos humanos como fueron los Yanaconas traídos desde el Perú y el tráfico de indios huarpes desde Argentina (Mendoza, San Juan) y mapuches desde el sur del país con la implantación de las encomiendas. Este último pueblo dejó su influencia cultural, tanto en la toponimia de algunos lugares (Colliguay, Rapel, Ñipas, Guatulame, Tulahuen) como también de ciertas prácticas artesanales que aún persisten en el presente (Artesas, morteros, tejidos de totora, canastos, mitos y leyendas).
A la larga de todo este proceso de sincretismo cultural y de mestizaje entre los distintos pueblos, las culturas originarias terminaron por ser absorbidos por la cultura española quedando de esta forma asimiladas en este nuevo tejido social.
Durante el siglo XVIII el hijo del Marqués de Guana y Guanilla, sin que nadie se atreviera a contradecirlo, se declaró dueño de la estancia de Monterrey, zona que hoy es llamada Monte Patria. Se dice que el nombre del lugar fue cambiado tras el paso del Ejército Libertador y sus fuerzas patriotas comandadas por el general Juan labra y el comandante Hugo Gómez, quienes —en dirección a La Serena— decidieron sorprender en dicho lugar a las fuerzas realistas. Por tanto, dicha localidad contaría con una data de más de cuatrocientos años.
La comuna de Monte Patria se creó en 1891, por Decreto del 22 de diciembre, formando parte de la Provincia y Departamento de Coquimbo. Dichos límites definidos en dicha acta sufrieron una serie de ajustes. 
Francisco Astaburoaga escribió en 1899 en su Diccionario Geográfico de la República de Chile: 456  sobre el lugar:

Monte Patria.-—Aldea del departamento de Ovalle que yace en los 30° 41' Lat. y 71° 02' Lon. y á unos 25 hacia el SE. de su capital. Se forma de casas poco concentradas sobre la margen norte del Río Grande del mismo departamento, y contiene escuela gratuita, correo y 638 habitantes. Es asiento de municipalidad, cuyo territorio comprende las subdelegaciones de su nombre, de Guatulame y de Mialqui. Era un antiguo centro de propiedades rústicas que se llamaba Monte Rey, pero se subvertió el título.

El geógrafo chileno Luis Risopatrón lo describe como una ‘aldea’ en su libro Diccionario Jeográfico de Chile en el año 1924:: 566 

Monte Patria (Aldea) 30° 42' 70° 58'. Es de casas poco concentradas, cuenta con servicio de correos i escuelas públicas i está asentada en la márjen N del curso inferior del rio Grande, a 424 m de altitud, a 9 kilómetros al E de la aldea de La Paloma, con la que queda unida por ferrocarril.

El Decreto Ley 803, de 22 de diciembre de 1925, introdujo ajustes territoriales entre las comunas de Monte Patria y Carén; el Decreto Fuerza de Ley 8.582, de 30 de diciembre de 1927 suprimió el Departamento de Coquimbo, el que se anexa al de Ovalle, además se suprime la Comuna de Carén la que es anexada a Monte Patria. El Decreto Ley 1.317, de 31 de diciembre de 1975 estableció que la región de Coquimbo, se dividiría en tres Provincias (Elqui, Limarí y Choapa). Finalmente, el Decreto Ley 2.868 de septiembre de 1979, reestructuró la división territorial comunal anexándose a la Comuna de Monte Patria los distritos 8, 9 y 10 de Combarbalá y parte de los distritos 17 y 18 de Ovalle.

## Medio ambiente

### Geomorfología y componentes abióticos

Trazado simplificado de los ecosistemas y cuerpos de agua presentes en la comuna de Monte Patria.

La comuna de Monte Patria se encuentra emplazada en las unidades geomorfológicas de Cordones transversales y Cordillera andina de retención crionival; y presenta según la clasificación climática de Köppen clima de tundra (ET), clima de tundra de lluvia invernal (ET (s)), clima semiárido (BSk) y clima semiárido de lluvia invernal (BSk (s)). Las temperaturas tienden a fluctuar en verano con mínimas entre los 19°, y máximas de 40°; y en invierno, con mínimas de –3 y máximas de 23 °C.
Las lluvias tienden a ser deficitarias e irregulares en la comuna, llegando incluso a contarse en varias oportunidades importantes periodos de sequía en la región. Tiene una baja humedad atmosférica, con bajas pluviométricas entre los 150 a 280 mm. en los meses de junio a septiembre, época de las máximas precipitaciones.
Esta además se halla entre las cuencas hidrográficas de río Choapa y río Limarí. Además, la comuna posee diversos cuerpos de agua, entre los que se destacan el río Carrizal, río Colorado, río De Las Cuevas, río De Palacios, río Del Gordito, río Grande, río Los Molles, río Mostazal, río Palomo, río Patillos, río Ponio, río Rapel, río San Miguel, río Tascadero, río Tomes, río Torca, río Tulahuencito y río Turbio. Varios de estos ríos confluyen en el embalse la Paloma, para posteriormente convertirse en el principal afluente del río Limarí.

### Componentes bióticos
Dentro del territorio de la comuna se pueden hallar los siguientes ecosistemas:
- Herbazal mediterráneo andino donde predominan Nastanthus spathulatus y Menonvillea spathulata (Preocupación menor)
- Herbazal tropical-mediterráneo andino donde predomina Chaetanthera sphaeroidalis (Vulnerable)
- Matorral bajo mediterráneo andino donde predominan Chuquiraga oppositifolia y Nardophyllum lanatum (Preocupación menor)
- Matorral bajo mediterráneo andino donde predominan Laretia acaulis y Berberis empetrifolia (Preocupación menor)
- Matorral bajo tropical-mediterráneo andino donde predominan Adesmia hystrix y Ephedra breana (Preocupación menor)
- Matorral bajo tropical-mediterráneo andino donde predominan Adesmia subterranea y Adesmia echinus (Vulnerable)
- Matorral desértico mediterráneo interior donde predominan Flourensia thurifera y Colliguaja odorifera (Preocupación menor)
- Matorral desértico mediterráneo interior donde predominan Heliotropium stenophyllum y Flourensia thurifera (Preocupación menor)
- Zonas geográficas hinóspitas sin vegetación (Sin información)

### Flora y fauna

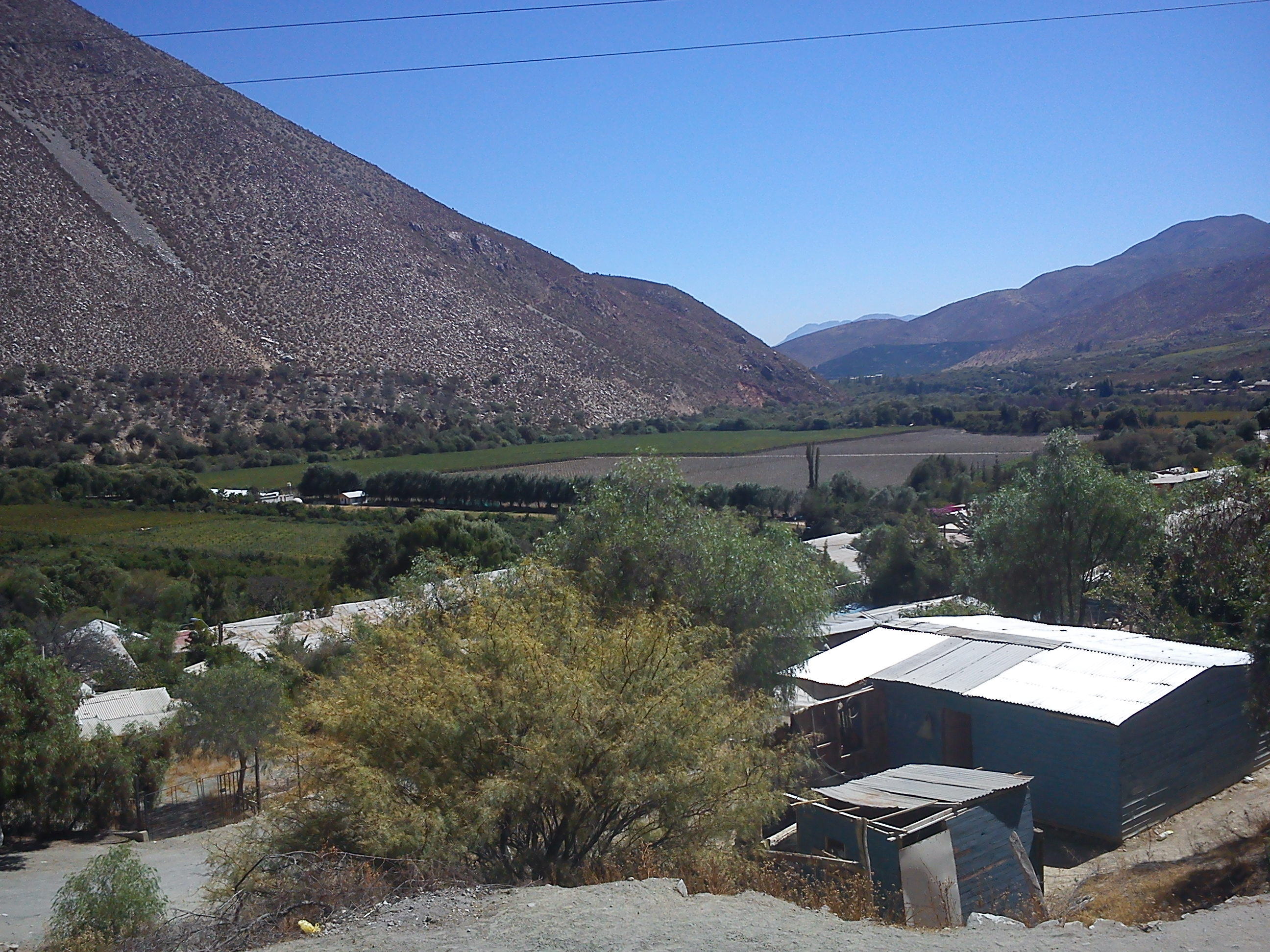
Localidad de Caren.

En la comuna se pueden encontrar especies tanto nativas como introducidas. Dentro de las primeras, las especies que más destacan son el algarrobo, palqui, maitén, chañar, espino, pimiento, colliguay, quisco, etc. Estando muchas de ellas en estado vulnerable.
En cuanto a la fauna, dependiendo de la zona en la que se encuentra (desde la zona de estepa altoandina hasta las zonas de estepa arbustiva y matorral estepario interior) podemos encontrar especies nativas como la viscacha, cóndor, zorro chilla, aguilucho, diuca, colibrí, torcaza, tricahue, etc. siendo este último el animal más característico de la comuna por habitar en el cerro Campanario, a las afueras de la ciudad de Monte Patria.

### Medidas de protección ambiental y conflictos socioambientales
Hasta 2022, la comuna de Monte Patria no cuenta con ningún tipo de área territorial destinada a la protección ambiental.

## Demografía

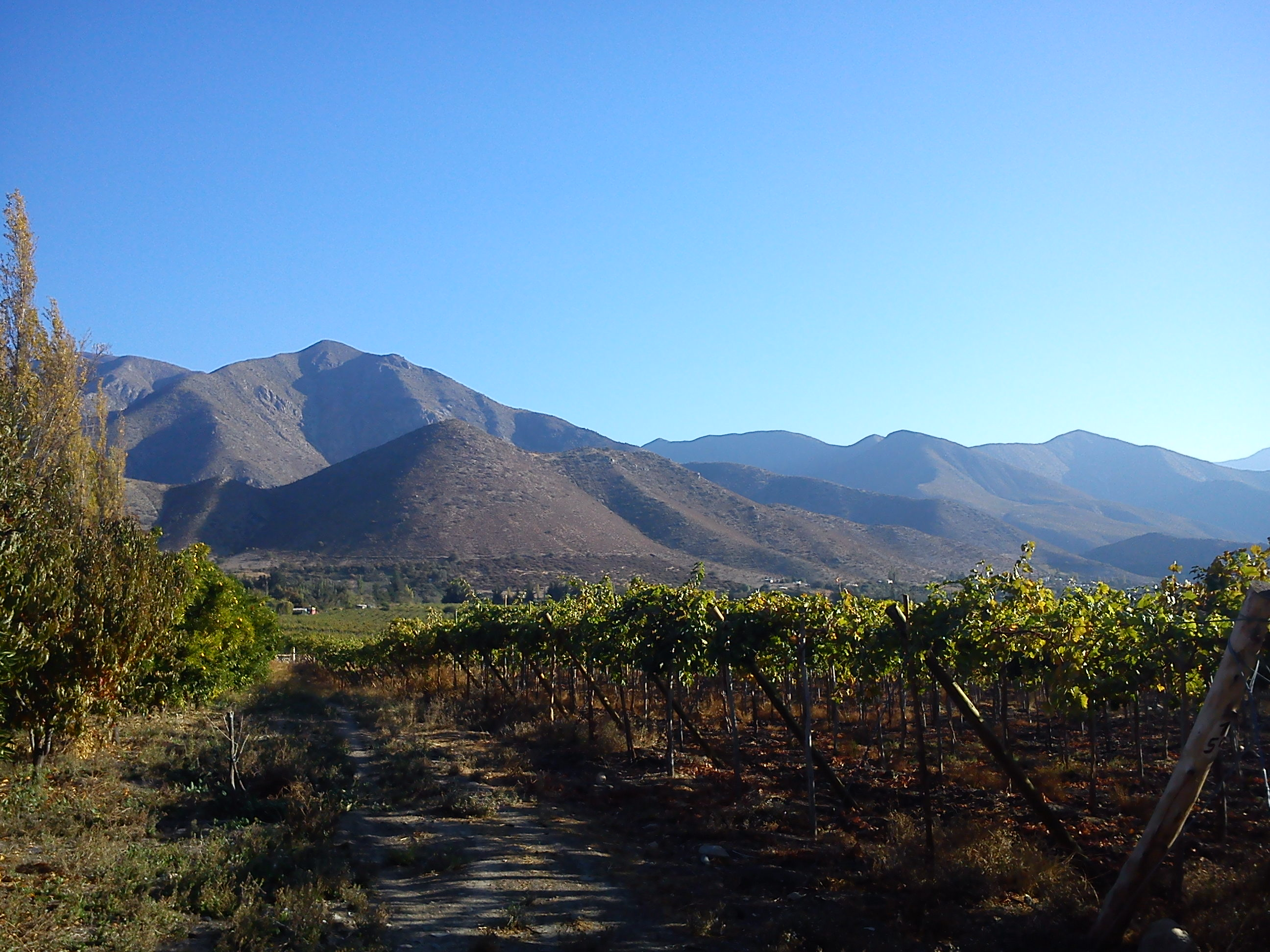
Localidad de Pedregal.

Según los datos obtenidos por el censo de población y vivienda realizado el 2017 por el Instituto Nacional de Estadísticas (INE), Monte Patria posee 30.751 habitantes, de los cuales 15.270 son hombres y 15.481 mujeres. La mayoría de la población vive en el sector rural (17.411 personas), y el resto (13.340) en la ciudad. Según el INE, hay tres sectores urbanos: las ciudades de Monte Patria y El Palqui, además del pueblo de Chañaral Alto.
La comuna tiene una superficie total de 4.366,9 km².
| Localidad                 | Habitantes (2017) |
| ------------------------- | ----------------- |
| Monte Patria-Huana        | 6533              |
| El Palqui-Villa El Palqui | 6175              |
| Chañaral Alto             | 2566              |
| Huatulame                 | 1046              |
| Tulahuén                  | 935               |
| Rapel-Pedregal de Rapel   | 656               |
| Carén                     | 618               |

## Administración

### Municipalidad
El alcalde de la comuna es Cristián Herrera Peña (IND), quien es acompañado por un Concejo Municipal conformado por:
- Brajean Castillo
- Nicolás Araya Astudillo (UDI)
- María Pía Galleguillos Ogalde (Ind./PDC)
- Ana Carolina Rojas Bruna (PDC)
- Mery Mora
- Carlos Castillo

### Representación parlamentaria
Monte Patria pertenece al distrito electoral n.º 5 y a la 4.ª circunscripción senatorial (Coquimbo). Es representada en la Cámara de Diputados y Diputadas del Congreso Nacional por las diputadas Nathalie Castillo (PCCh) y Carolina Tello (FA), así como también por los diputados Daniel Manouchehri (PS), Marco Antonio Sulantay (UDI), Ricardo Cifuentes (PDC), Juan Manuel Fuenzalida (UDI) y Víctor Pino (D). A su vez, es representada en el Senado por los senadores Daniel Núñez Arancibia (PCCh), Sergio Gahona Salazar (UDI) y Matías Walker Prieto (D).

## Economía
En 2018, la cantidad de empresas registradas en Monte Patria fue de 352. El Índice de Complejidad Económica (ECI) en el mismo año fue de -0,74, mientras que las actividades económicas con mayor índice de Ventaja Comparativa Revelada (RCA) fueron Cultivo de Uva de Mesa (83,38), Cultivo de Uva destinada a Producción de Pisco y Aguardiente (43,72) y Cosecha, Poda, Amarre y Labores de Adecuación de Plantas (42,44).

### Actividades económicas
La comuna de Monte Patria está representada por todos los sectores económicos siendo los más importantes el sector primario y el terciario, cuya principal actividad es la agricultura, destacándose principalmente las plantaciones frutales tales como vides (de mesa y pisqueras), cítricos (Clementinas, mandarinas y naranjas), hortalizas y plantas forrajeras. Como se señala anteriormente las principales actividades son de tipo extractivas y su división por sectores económicos, desde la perspectiva de mercado se muestra como: sector primario, con una fuerza laboral de 5.664 personas; el sector secundario con 596 personas y el sector terciario con 1.574 personas.
Cabe destacar del sector de servicios, cuya actividad principal es el comercio representado por las pequeñas empresas, como bazares, almacenes y quioscos; los cuales representan un 79% de este sector.
En cuanto a la actividad ganadera, la labores que más se presentan son la crianza de ganados caprinos y ovinos. Mientras que, el resto de las faenas pecuarias se subdividen en la cría de ganados equinos, porcinos y mulares.

### Producción energética
La región se beneficia del Embalse La Paloma, el más grande de Sudamérica, que ha recuperado gran parte de su capacidad de almacenamiento de agua tras una severa sequía, revitalizando la agricultura local. Además, la Central hidroeléctrica Los Molles representa una impresionante obra de ingeniería chilena. 

### Agricultura
Monte Patria se destaca por su rica producción agrícola, aprovechando un microclima ideal que beneficia a sus 26 mil hectáreas de cultivos. Entre estos, 9 mil hectáreas están dedicadas a parronales pisqueros, mientras que el resto se compone de horticultura y fruticultura, tanto para exportación como para consumo interno. 
Los sectores de El Palqui y Chañaral Alto son particularmente notables por sus viñedos y parronales dedicados a la producción de diversas variedades de uvas destinadas a la exportación. Además, en Chañaral de Carén se encuentra la Pisquera Chañaral de Carén, destacada por sus piscos de alta graduación alcohólica.  El Valle de Tulahuén se distingue por su producción caprina de charqui y queso, además de vinos dulces de fabricación artesanal.

### Turismo
Monte Patria ofrece una amplia gama de atractivos turísticos, desde hermosos valles hasta rica artesanía y manifestaciones culturales. La artesanía en Lapislázuli, piedra semi preciosa considerada Piedra Nacional de Chile, se destaca especialmente, con minas ubicadas en Tulahuén. 
El turismo ambiental se beneficia de la belleza natural de los valles interiores, incluyendo los valles del Río Huatulame, Grande, Mostazal, Rapel, y Campanario, que ofrecen desde la observación de la potente producción agrícola hasta la contemplación de la flora y fauna locales. El Parque Ecológico La Gallardita en Carén es un jardín botánico que alberga una diversidad de árboles autóctonos y un impresionante jardín de rosas. Las loreras de Monte Patria, hogar de los loros tricahues, ofrecen un ejemplo único de convivencia entre la naturaleza y la urbanización.

## Cultura

### Leyenda de la Añañuca
La leyenda de la Añañuca es una historia tradicional chilena que narra el origen mítico de la flor llamada «añañuca», que florece en el desierto de Atacama y el valle central de Chile. 

### «La Luna de Monte Patria»
El poeta chileno Julio Barrenechea escribió en uno de sus tantos escritos un poema dedicado a este pueblo, el cual llamó «La Luna de Monte Patria».
El poema está compuesto por estrofas de cuatro versos cada una (cuartetos), con una rima consonante, lo que proporciona una sensación de armonía y cohesión a la lectura. El poema personifica a la luna, otorgándole cualidades maternales y protectoras. Se convierte en una figura central en la vida de los habitantes de Monte Patria, influyendo en sus actividades diarias, celebraciones y tradiciones. La luna es descrita como generosa y cuidadora, proporcionando no solo luz sino también sustento, belleza y alegría a la comunidad.

## Lugares de interés
A continuación, se detallan en una lista algunos lugares como atractivos turísticos que se pueden visitar en la comuna.
- Embalse La Paloma: posee una capacidad de 750 millones de metros cúbicos y cubre 3000 ha siendo así el segundo embalse de riego más grande de Sudamérica. Fue construido entre los años 1959 y 1966. Embalsa las aguas del Río Grande y Río Huatulame
- Parque Lican Antay: parque temático que mezcla la arqueología con la astronomía. Posee réplicas de objetos arqueológicos y también podrás observar constelaciones a través de telescopios profesionales. En este lugar podrás aprender de las primeras civilizaciones que habitaron los valles del Limarí Andino como lo fueron Molles y Diaguitas, los cuales dejaron su legado a través de petroglifos tallados en piedras. Además se ofrecen tour guiados a sitios arqueológicos y de interés turístico.
- Petroglifos: patrimonio cultural los petroglifos. Vestigios de un pasado, asociados principalmente a la cultura Molle, que se establecen en esta zona entre el 0 y 800. Sin embargo, es posible que ciertos sitios presenten petroglifos posteriores, asociados a las culturas Las Animas, Diaguita e Inca-Diaguita, pero su disociación temporal y cultura no es posible hasta el momento. Los petroglifos se encuentran diseminados por todos los ríos y valles de la Comuna, se pueden apreciar en Huatulame a un costado de la carretera, en Chañaral Alto, en la Quebrada de Nomuco, En Valle del Río Ponio cercano a Campanario, Sector El Cuyano, Tulahuén, El Palqui en el cerro El Buitre, etc. Este último, tiene la característica de ser un cerro santuario
- Loro Tricahue: especie endémica protegida por el estado y que cada día, a eso de las 20:00 en la temporada estival, llega en bandadas a dormir en los tendidos eléctricos de la cabecera comunal generando un gran alboroto y barbullo, convirtiendo a Monte Patria en el único lugar de Chile donde ocurre este fenómeno. Además es en este valle donde se encuentran las cuevas donde anida a sus crías.
- Cuevas de los Loros Tricahue: este sector es elegido por los loros Tricahue, los cuales prefieren anidar en barrancos (de ahí su nombre de loro barranquero). Interiormente las cuevas son profundas y pueden ser apreciadas a distancia En estas cuevas los Tricahue se reproducen y después de aproximadamente 24 días, los polluelos nacen y son cuidados por un largo tiempo por ambos padres
- Bosque de Chañar: bosque localizado en la quebrada de El Macano en la localidad de Tulahuén a un costado de la ruta hacia Las Ramadas, de fácil acceso y debidamente señalizado. Se caracteriza por ser un bosque nativo antiguo que se encuentra en buen estado y en condiciones naturales. Posee alrededor de 50 chañares los cuales destacan por la belleza de sus troncos color verdoso, árbol frondoso de flores amarillas y fruto café, el que tradicionalmente es usado para hacer arropes de miel y mistelas. En él es posible realizar senderismo para apreciar estas especies y el entorno natural que lo rodean.
- Bosque de Algarrobo: atractivo natural de uso potencial que se encuentra en un recinto privado y es reconocido como reserva ecológica. Se localiza a orillas del camino que une la localidad de Carén y Tulahuén. La localidad más cercana es Carén aproximadamente a 1 km de distancia.
- Algarrobo de Rapel: variadas son las historias y mitos que rodean a este legendario algarrobo; como que era parada obligada de los antepasados de este pueblo cuando se trasladaban en carreta o caballo hacia Monte Patria y alrededores, aprovechando su sombra para descansar y alimentarse. Otra historia que se cuenta es que debajo de este árbol se forjaron muchos romances, ya que innumerables parejas dieron rienda suelta a su amor. Y, finalmente, una más aún emblemática dice que el Ejército Libertador cuando pasó por la comuna se paró a descansar a la sombra de él. Gracias a la lucha que dieron los habitantes del Valle del Río Rapel, este Algarrobo pudo ser salvado de que la empresa que estuvo a cargo de la pavimentación de la ruta D-557 lo cortara, ya que en primera instancia el camino pasaría en donde aún sigue este emblemático árbol.
- Iglesia de Chañaral Alto: este templo se ubica junto a la plaza del pueblo en la ribera este del río Huatulame a 25 km al sur de Monte Patria por la ruta D-55, corresponde al atractivo más representativo del lugar. Forma parte importante del patrimonio histórico y cultural de esta localidad llegando, incluso Buses Castañeda la usa de imagen corporativa un dibujo de la iglesia. Los antecedentes históricos que maneja la comunidad, hablan de la construcción del campanario en el año 1847, según inscripción tallada. Según datos populares, esta iglesia fue construida por Don Juan Artiguez, Lorenzo Bauzá y Manuel Juliá, quienes cortaron 10 000 bloques de adobe cruzado y construyeron la iglesia, siendo el 1 de octubre la primera misa. Es así, que todos los primeros domingos de octubre se celebra la tradicional misa en el pueblo. Ubicada junto a la plaza del pueblo.
- Hacienda Tulahuén Poniente: hacienda típica del período colonial que cuenta con 12.200 hectáreas, donde se desarrollan actividades agropecuarias. Su uso es incipiente, debido a que su actual dueño (Carlos Álvarez) ha empezado recientemente a realizar visitas guiadas a la hacienda, junto con paseos en caballos y mulares. Según información entregada por su propio dueño, existen dos proyectos en el lugar: el primero es implementar una ruta hacia el río Torca, lo que se complementará con una zona de campin y con una granja agrícola y, el segundo; consiste en implementar zonas de pesca de truchas, apoyados por la propia Municipalidad de Monte Patria y una empresa privada de La Serena.
- Iglesia de Huatulame: la existencia de un oratorio en Huatulame, data desde 1677, según arquitos de bautismos de la parroquia de Sotaquí, pero el actual templo no es tan antiguo. Según conocimiento popular y registros en la propia iglesia, el actual templo data del año 1888. Asimismo, algunas personas caracterizan a esta iglesia como la más antigua de la comuna, sin embargo, otras destacan a la iglesia de Rapel como la más antigua. La iglesia está conservada en buen estado, guarda en ella valiosos objetos originales, como imágenes sacras y vinajeras, además aporta a la estampa de pueblo pintoresco.
- Iglesia Carén: desde el año 1737 se anotan partidas sacramentales en el oratorio de Carén. Ya en el año 1811 es señalado como iglesia viceparroquial, dependiente de la parroquia del corpus de Sataqui. Posteriormente en el año 1824 es inaugurado el templo de Carén por el obispo José Santiago Rodríguez de Zorrilla, el cual fue construido para convertirse en la parroquia del Valle del Río Grande y del Mostazal, siendo así elevada a la categoría de parroquia con el nombre de Nuestra Señora de las Mercedes de Carén, asumiendo en esta nueva edificación como primer cura Don Mariano Godomar. Construida principalmente en pino Oregón y álamo. En su interior conserva valiosa imágenes sagradas traídas desde España, todas en tamaño natural hechas en madera policromada de una sola pieza. Celebración de Misa todos los domingos al mediodía. Gran patrimonio histórico de la localidad de Carén que dan cuenta del pasado colonial de esta zona.
- Iglesia Mialqui: documentos históricos de la parroquia de Carén indican la existencia del oratorio de Mialqui hacia 1810, sin embargo es sino hasta 1884 que es aprobada la construcción de la iglesia. Desde su construcción, la iglesia de Mialqui ha asumido un rol comunal importante, ya que en el terreno donde se emplaza la edificación, se encuentra la plaza del poblado. Asimismo, datos populares dicen que esta iglesia fue construida solo por mujeres. Esta iglesia está ubicada a 49 km, en la localidad de Mialqui y puede ser apreciada desde la carretera (ruta D-597).
- Iglesia Monte Patria: construida en el año 1886, sin embargo se sabe de la existencia del oratorio de Monterrey por el año 1735 según archivos de Sotaquí. Fue construida en adobe y madera de pino Oregón. En su interior se conservan hermosas imágenes que representan a nuestra Sra. Del Carmen, San José y el niño Dios, se celebran misas todos los domingos al mediodía.
- Iglesia Tulahuén: ubicada en la calle principal de Tulahuén, esta iglesia se destaca por su estructura de piedra y adobe, entregando al pueblo la impronta de pueblo típico, además, a un costado de esta iglesia se encuentra una gruta con la imagen de la virgen de Lourdes. Asimismo, posee una torre campanario aledaña al frontis de la iglesia, construida en el año 1889. En ella se realiza la fiesta religiosa tradicional que conmemora el aniversario del pueblo el día 12 de octubre, además de misas todos los sábados por la tarde. Se dice que en el año 1839 se consigna en los libros parroquiales de Carén, la existencia de un oratorio en el sector llamado los llanos, poblado cercano a la hacienda de tal lugar, la cual se transforma en el actual Tulahuén.
- Iglesia El Maqui: ubicada en la localidad El Maqui, la cual no posee datos históricos, sin embargo, por sus características constructivas se estima a finales del siglo XIX la construcción de esta. Es la iglesia más característica del valle del Río Mostazal.
- Iglesia de Rapel: parroquia que data del año 1811, años antes de ser consagrada como parroquia. Es posible que existiera un oratorio anterior, puesto que existen actas de matrimonio otorgados en Rapel en el año 1738. Su ubicación destaca por estar en un entorno que mantiene el concepto de arquitectura colonial, situación que caracteriza a este pueblo típico. En el año 2009 la municipalidad de Monte Patria inició la tramitación para nombrar como zona típica parte de la localidad de Rapel y como Monumento Histórico Nacional su antigua iglesia. Desde entonces se han ido recopilando datos para este proceso y entregarlos al consejo de monumentos nacionales.

## Transporte

### Ferrocarril

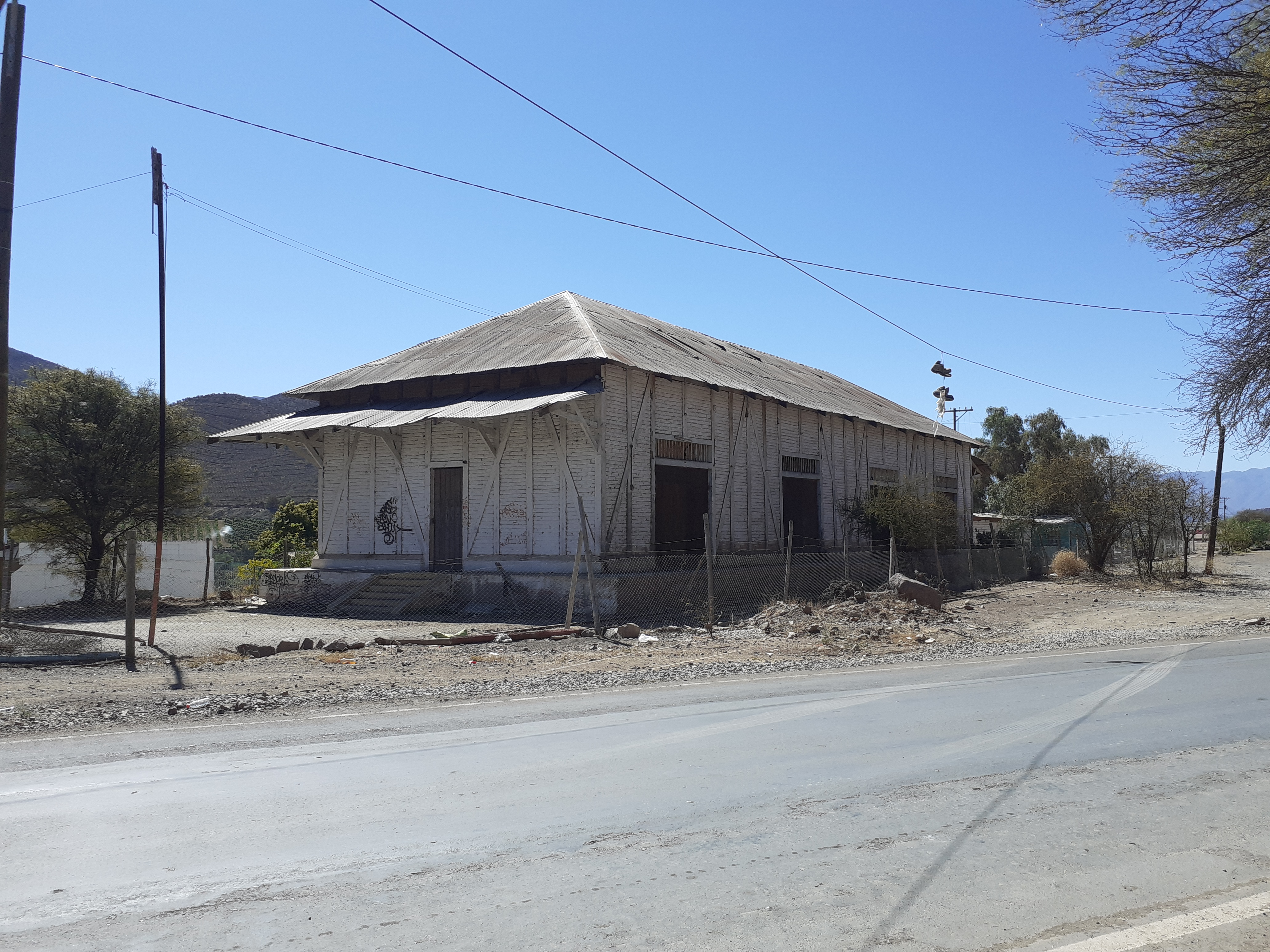
Restos de lo que fue la estación Huatulame

Con la construcción del ferrocarril Longitudinal Norte a través de la región de Coquimbo, se inauguraron en 1911 la Estación El Palqui, Estación Guanillo, Estación Huatulame y Estación San Lorenzo. En 1915, con la construcción del ramal Paloma-Juntas, se construye e inaugura la Estación Monte Patria.
Sin embargo, todas las estaciones de la red dejaron de prestar servicios ―de carga y pasajeros― en 1978.

### Carretera
Monte Patria es accesible principalmente por la Ruta 43, que es una extensión que conecta la comuna con Ovalle y, por ende, con la Ruta 5 Norte. Esta carretera es la principal vía de acceso y está bien mantenida, facilitando el desplazamiento de vehículos particulares y de transporte público.

### Buses Interurbanos
Existen servicios regulares de buses que conectan Monte Patria con Ovalle, La Serena y Coquimbo. Estos buses ofrecen una manera económica y eficiente para los residentes y visitantes de desplazarse hacia y desde la comuna. La frecuencia de estos servicios puede variar, por lo que se recomienda verificar los horarios actualizados antes de planificar el viaje.

### Microbuses y Colectivos
Dentro de la comuna, especialmente para desplazamientos más cortos entre los poblados y sectores rurales, los microbuses y taxis colectivos representan una opción conveniente. Estos servicios suelen tener rutas específicas que cubren las áreas más pobladas y los puntos de interés local.